# Kærlighedens Tragedie
Kærlighedens Tragedie (originaltitel Tragödie der Liebe) er en tysk stumfilm fra 1923 af Joe May.

## Medvirkende
- Lena Amsel
- Charlotte Ander
- Irmgard Bern som Yvonne
- Paul Biensfeldt
- Marlene Dietrich som Lucy
- Rudolf Forster som Francois Moreau
- Vladimir Gajdarov som André Rabatin
- Karl Gerhardt
- Erika Glässner som Musette